# تاریک‌مرغ طوق‌گلی
تاریک‌مرغ طوق‌گلی (نام علمی: Lipaugus streptophorus) نام یک گونه از سرده مرغ‌های تاریک است.